# بلندگوی شیپوری
بلندگو شپوری یا بلندگوی بوقی یک بلندگو است که از شپور آکوستیک برای افزایش راندمان کلی عنصر (های) راه‌انداز استفاده می‌کند. فرم متداول (قسمت راست شکل پایین) متشکل از یک راه‌اندازی‌کننده فشرده‌ساز است که امواج صوتی را با یک دیافراگم فلزی کوچک مرتعش شده توسط یک الکترومغناطیس، متصل به شیپور با یک مجرای خروجی برای هدایت امواج صوتی به هوای آزاد، تولید می‌کند. نوع دیگر راه‌انداز ووفر است که در محفظه بلندگو نصب شده‌است که توسط دیواره‌های داخلی تقسیم می‌شود تا یک مجرای خروجی زیگزاگ را تشکیل دهد که به عنوان شیپور عمل می‌کند. به این نوع بلندگو شیپور تاشو گفته می‌شود. شیپور به منظور بهبود اتصال بین راه‌انداز بلندگو و هوا عمل می‌کند. شیپور را می‌توان به عنوان «انتقال‌دهنده آکوستیک» تصور کرد که تطابق امپدانس بین دیافراگم نسبتاً متراکم و هوای کم چگال را فراهم می‌کند. نتیجه این است که قدرت خروجی صوتی بیش‌تر می‌شود.
قسمت باریک شیپور در کنار راننده را «گلویی» می‌نامند و قسمت بزرگ دورتر از راه‌انداز را «دهانه» می‌نامند. پوشش زاویه‌ای (الگوی تابش) شیپور با توجه به شکل و خروجی دهانه مشخص می‌شود. مشکل عمده بلندگوهای شیپوری این است که الگوی تابش با فرکانس متفاوت است. صدای فرکانس بالا تمایل به انتشار در پرتوهای باریک با عملکرد ضعیف در محور دارد. پیشرفت‌های چشمگیری صورت گرفته‌است، که با شروع شیپور «هدایت ثابت» در سال ۱۹۷۵ توسط  دون کله اختراع شده‌است.

## یادداشت
- Ballou, Glen; Cliff Henricksen (1987). "Loudspeakers, Enclosures, and Headphones". Handbook for Sound Engineers: The New Audio Cyclopedia. Indianapolis, Indiana: Howard W. Sams & Co. ISBN 0-672-21983-2.  Ballou, Glen; Cliff Henricksen (1987). "Loudspeakers, Enclosures, and Headphones". Handbook for Sound Engineers: The New Audio Cyclopedia. Indianapolis, Indiana: Howard W. Sams & Co. ISBN 0-672-21983-2.  Ballou, Glen; Cliff Henricksen (1987). "Loudspeakers, Enclosures, and Headphones". Handbook for Sound Engineers: The New Audio Cyclopedia. Indianapolis, Indiana: Howard W. Sams & Co. ISBN 0-672-21983-2.
- Eargle, John M.; Chris Foreman (2002). "Radiating Elements". JBL Audio Engineering for Sound Reinforcement. JBL Pro Audio Publications. ISBN 0-634-04355-2.  Eargle, John M.; Chris Foreman (2002). "Radiating Elements". JBL Audio Engineering for Sound Reinforcement. JBL Pro Audio Publications. ISBN 0-634-04355-2.  Eargle, John M.; Chris Foreman (2002). "Radiating Elements". JBL Audio Engineering for Sound Reinforcement. JBL Pro Audio Publications. ISBN 0-634-04355-2.
- Eargle, John M. (2003). "Horn Systems". Loudspeaker Handbook, 2nd edition. Springer. ISBN 1-4020-7584-7.  Eargle, John M. (2003). "Horn Systems". Loudspeaker Handbook, 2nd edition. Springer. ISBN 1-4020-7584-7.  Eargle, John M. (2003). "Horn Systems". Loudspeaker Handbook, 2nd edition. Springer. ISBN 1-4020-7584-7.
- موج گردوی چهارگانه: مقاله ای سفید درباره‌ی اختراع چارلز اچ. هیوز از شرکت الکترونیکی پیوی . (۲۰۰۰) جان موری، الکترونیکی پیوی.